# Darja Nawumawa
Darja Sjarhejeuna Nawumawa (belarussisch Дар’я Сяргееўна Навумава; * 26. August 1995 in Patoka, Rajon Klitschau) ist eine belarussische Gewichtheberin.

## Leben
Nawumawa wuchs in einer Bauernfamilie mit zwei Schwestern auf. Die älteste der Schwestern, Polina, trainierte im Kugelhantelsport. Darja Nawumawa trainierte zunächst Kugelstoßen und Diskuswurf, wechselte jedoch mit ca. 16 Jahren zum Gewichtheben, da dies besser zu ihrer Größe (1,65 m) passte. 2014 gewann sie die Silbermedaille bei den Junioren-Weltmeisterschaften.
Bei den Weltmeisterschaften im Gewichtheben 2018 gewann sie in der Gewichtsklasse bis 81 kg der Damen die Silbermedaille im Zweikampf. Im Reißen hatte sie den dritten, im Stoßen den ersten Platz belegt. Im darauffolgenden Jahr wurde sie Europameisterin in der Klasse bis 76 kg.
Bei den Olympischen Sommerspielen 2016 in Rio de Janeiro vertrat Nawumawa Belarus. Sie trat in der Klasse bis 75 kg des Frauenwettbewerbs an, wo sie die Silbermedaille gewinnen konnte. Bei den Olympischen Sommerspielen 2020 in Tokio vertrat Nawumawa ihr Land erneut. Sie trat in der Klasse bis 76 kg des Frauenwettbewerbs an, wo sie den fünften Platz belegte.